# Wilgenhoek (Deerlijk)

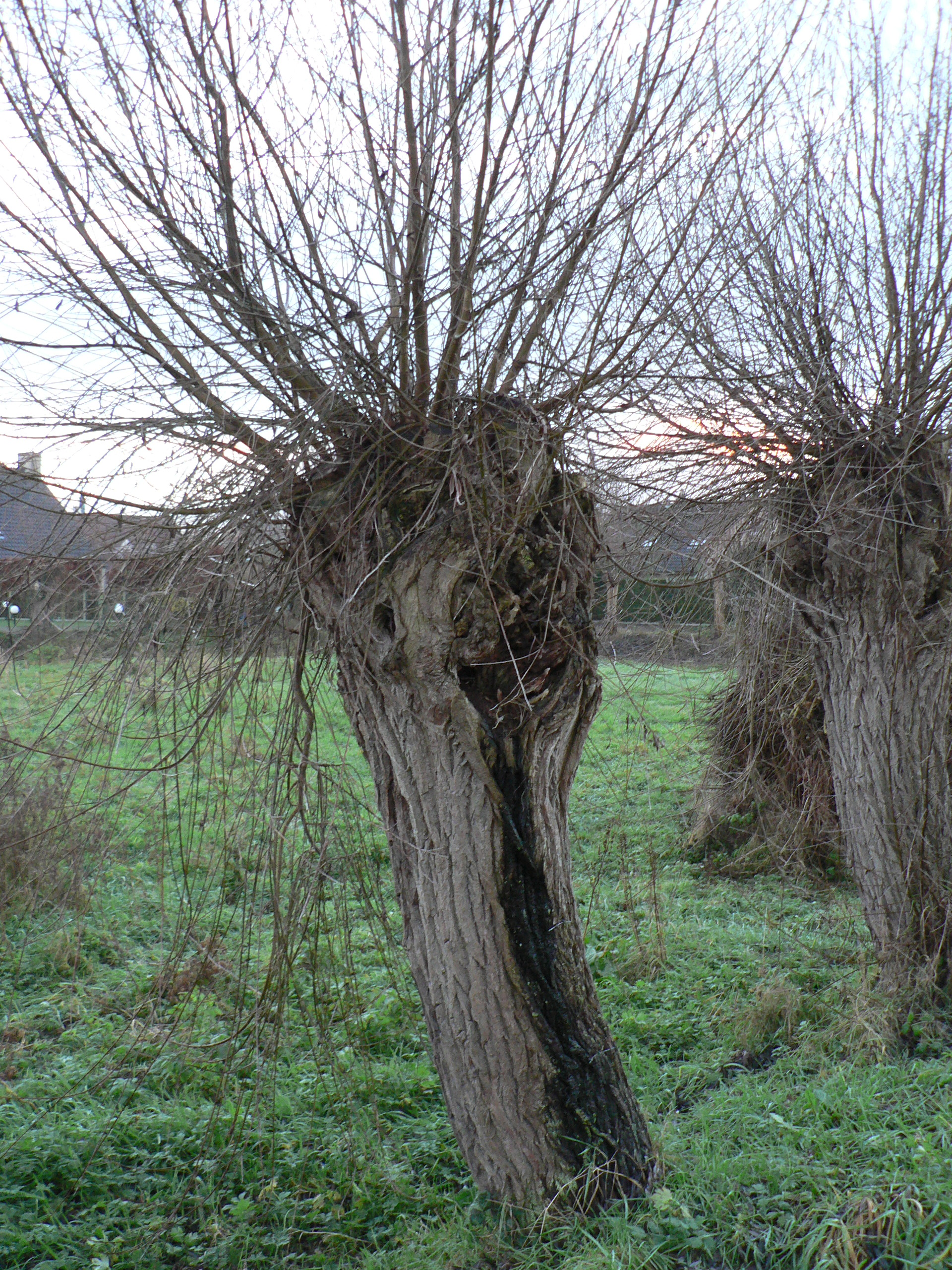
Een knotwilg in het natuurgebied te Deerlijk

Natuurgebied Wilgenhoek is een stuk natuur in de Vlaamse gemeente Deerlijk dat als groene zone op het gewestplan ingekleurd stond, maar jarenlang gebruikt werd door een plaatselijke landbouwer om dikbilkoeien op te laten grazen. Het beheer ligt in handen van Natuurpunt Gaverstreke.
Wilgenhoek heeft een oppervlakte van 0,5 hectare en is daarmee waarschijnlijk het kleinste natuurgebiedje van Europa. Het is gesitueerd middenin woongebied, maar was te drassig om bebouwd te worden. Oorspronkelijk was er één poel. Door toedoen van een landschapsarchitect werd een extra plas aangelegd, met aansluitend een houtwal, een aardeberm en een vlonderpad. Ook werd voorzien in een boomgaardje. Het lager gelegen weidegebied wordt omzoomd door knotwilgen. 
Enkele diersoorten die voorkomen in het gebied: alpenwatersalamander, groene kikker, bruine kikker, pad, venglazenmaker en azuurwaterjuffer.
Wat plantensoorten betreft zijn er onder meer te vinden: pinksterbloem, dotterbloem, pijptorkruid en egelboterbloem.
In 2004 besliste het gemeentebestuur om het terrein om te vormen tot natuurgebied. Het gebied werd opengesteld voor wandelaars in mei 2006.
Wilgenhoek is gelegen tussen de Stijn Streuvels- en de Hendrik Consciencelaan, met telkens een ingang in voornoemde straten. Er is een extra ingang via het wandelpad tussen de Pikkelstraat en de Stijn Streuvelslaan.